# دینو (فیلم)
«دینو» (انگلیسی: Dino (film)) یک فیلم به کارگردانی توماس کار است که در سال ۱۹۵۷ منتشر شد.